# Kuyubaşı, Bucak
Kuyubaşı là một xã thuộc huyện Bucak, tỉnh Burdur, Thổ Nhĩ Kỳ. Dân số thời điểm năm 2010 là 130 người.